# Haltestelle Wien Erzherzog-Karl-Straße

Die Haltestelle Wien Erzherzog-Karl-Straße befindet sich im 22. Wiener Gemeindebezirk an der Abzweigung der Marchegger Ostbahn von der Laaer Ostbahn. Sie ist Teil des Bahnhofs Wien Stadlau. Hier halten die im Halbstundentakt verkehrenden Züge der S80 nach Wien Hütteldorf über Wien Hauptbahnhof und Wien Meidling sowie Regionalzüge von Wien Hauptbahnhof nach Raasdorf oder Marchegg. Die REX-Züge von Wien Hbf nach Bratislava hl.st.(Preßburg Hbf) u.u. durchfahren die Station ohne Halt.

## Linien im Verkehrsverbund Ost-Region
| Linie                        | Verlauf |
| ---------------------------- | --- |
| Österreichische Bundesbahnen | Regionalzüge nach Wien Hbf, Raasdorf, Marchegg |
| S80                          | Wien Hütteldorf – Wien Speising – Wien Meidling – Wien Matzleindorfer Platz – Wien Hauptbahnhof – Wien Simmering – Wien Haidestraße – Wien Praterkai – Wien Stadlau – Wien Erzherzog-Karl-Straße – Wien Hirschstetten – Wien Aspern Nord |
| 25                           | Floridsdorf – Kagran – Erzherzog-Karl-Straße – Donauspital – Aspern, Oberdorfstraße |
| 26A                          | Kagran – Erzherzog-Karl-Straße – Eßling Schule – Groß-Enzersdorf |
| 86A                          | Breitenleer Str., Arnikaweg – Süßenbrunner Str./Oberfeldgasse – Erzherzog-Karl-Straße (nur in dieser Fahrtrichtung) – Stadlau |
| 87A                          | Hermann-Gebauer-Straße – Gewerbepark Stadlau – Erzherzog-Karl-Straße (nur in dieser Fahrtrichtung) – Stadlau |
| 94A                          | Kagran – Steigenteschgasse – Erzherzog-Karl-Straße (nur in dieser Fahrtrichtung) – Stadlau |
| 95A                          | Aspern Nord – Prinzgasse – Hirschstetten Ort – Erzherzog-Karl-Straße – Donauspital – Großer Biberhaufen |
| 96A                          | Schillwasserweg – Hardeggasse – Erzherzog-Karl-Straße |
| N26                          | Kagran – Erzherzog-Karl-Straße – Eßling Schule – Eßling, Stadtgrenze |

## Stationskomplex

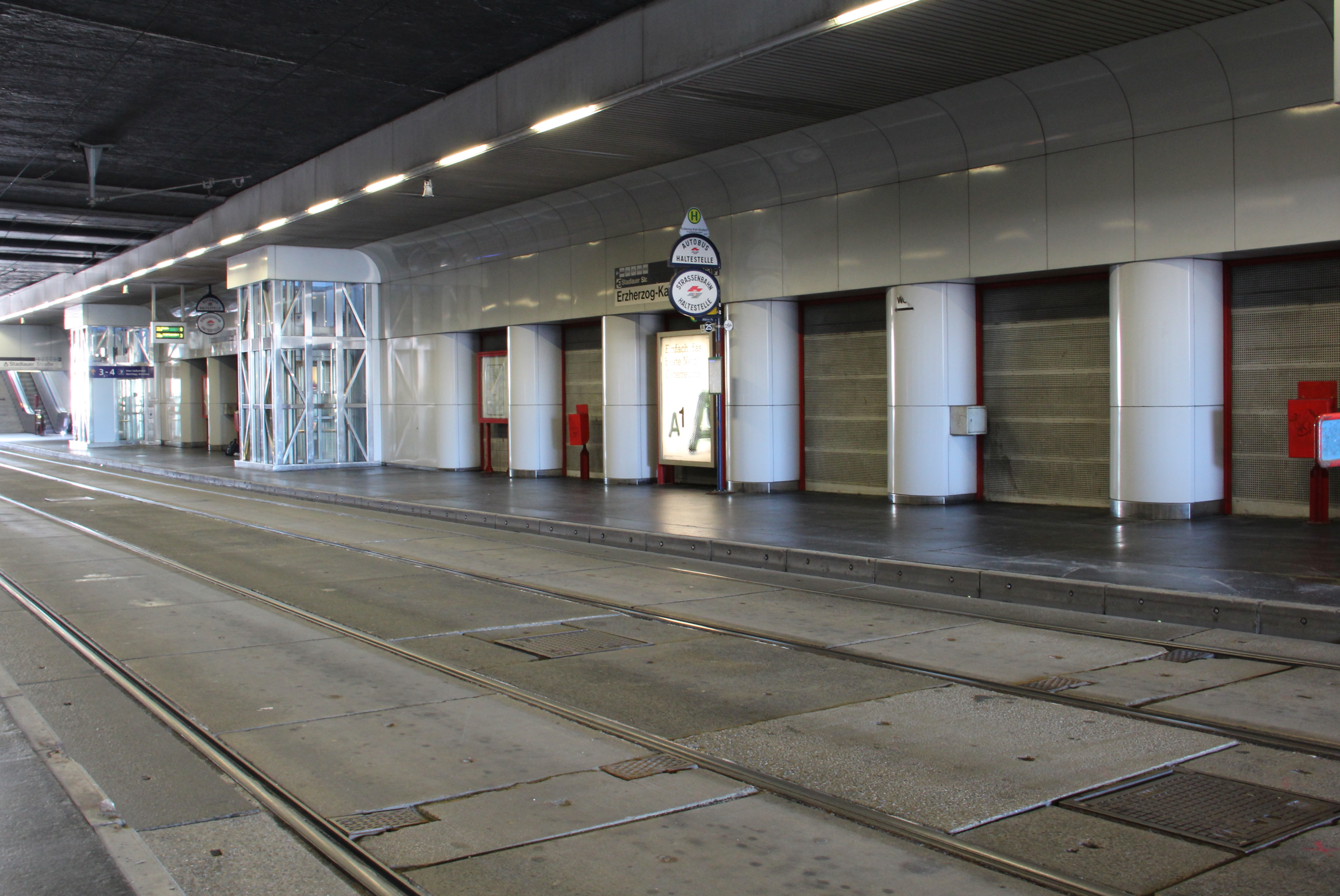
Unterirdische Haltestelle der Linien 25 und 26A

Die Bahnanlagen der ÖBB erstrecken sich in Hochlage parallel zur Südosttangente A23. Noch südlich der Unterführung der Erzherzog-Karl-Straße trennen sich die Gleise der Marchegger Ostbahn, die nun in einer langgezogenen Rechtskurve nach Osten schwenken, von denen der Laaer Ostbahn, die gerade nach Norden weiterführen. Über der Erzherzog-Karl-Straße beginnen die beiden Mittelbahnsteige. Nachdem die S7 vor einigen Jahren nicht mehr von Floridsdorf nach Erzherzog-Karl-Str., sondern nach Wolfstal fährt, halten schon seit einigen Jahren keine Züge mehr von an den 160 m langen Bahnsteigen 1 und 2 der Laaer Ostbahn. Lediglich Kurzgeführte Züge der S80 von/nach Hütteldorf halten dort. An den Bahnsteigen 3 und 4, die in einer langgezogenen Rechtskurve liegen und 150 m lang sind, halten die Züge der Marchegger Ostbahn und der S80. Ziemlich genau rechtwinkelig darunter verläuft in einer Unterführung die Erzherzog-Karl-Straße. Zwischen den beiden getrennten Unterführungen für die beiden Fahrtrichtungen liegt die unterirdische Haltestelle Erzherzog-Karl-Straße für die Linien 25 und 26A. Von dieser führt je ein Aufzug auf die beiden darüber liegenden Mittelbahnsteige, am westlichen und östlichen Ende der Unterführung befinden sich je eine Rolltreppe und feste Stiegen als Zugangsmöglichkeit zur Haltestelle.
Nördlich der Straßenunterführung wurde eine weitere Unterführung nur für Fußgänger und Radfahrer angelegt, von der über feste Stiegen die ÖBB-Bahnsteige erreichbar sind. Die WC-Anlagen, die sich ebenfalls dort befanden, wurden geschlossen.
Weiter nördlich gibt es keine weiteren Bahnsteigaufgänge mehr. Zwischen den Gleisen der Marchegger Ostbahn und der Laaer Ostbahn stehen alte ELIN-Fabrikshallen (Industriehof Stadlau).

## Zukunft
Nach erfolgreichen Ausbau der Wiener Verbindungsbahn, der voraussichtlich 2026 (Stand: 2020) vollendet wird, soll die S80 im 15-Minuten-Takt an dieser Haltestelle halten.

## Bilder

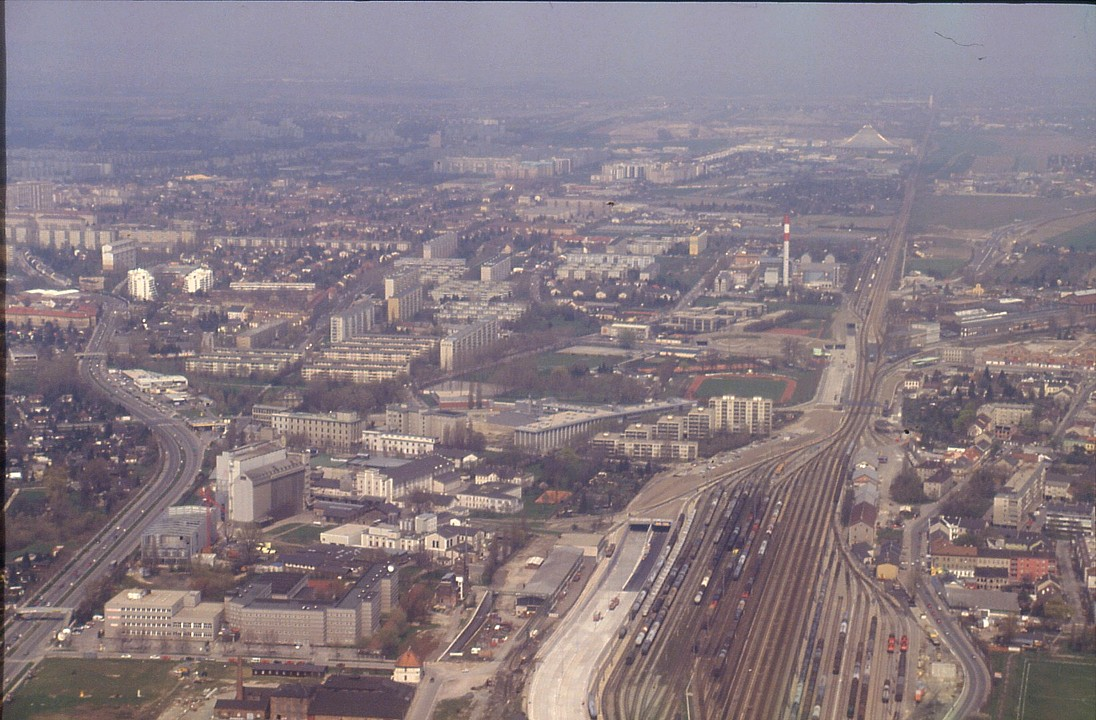
Vordergrund: Bahnhof Stadlau; Hintergrund: Abzweigung Marchegger von Laaer Ostbahn mit Station E.-Karl-Straße (Ansicht von 1993)
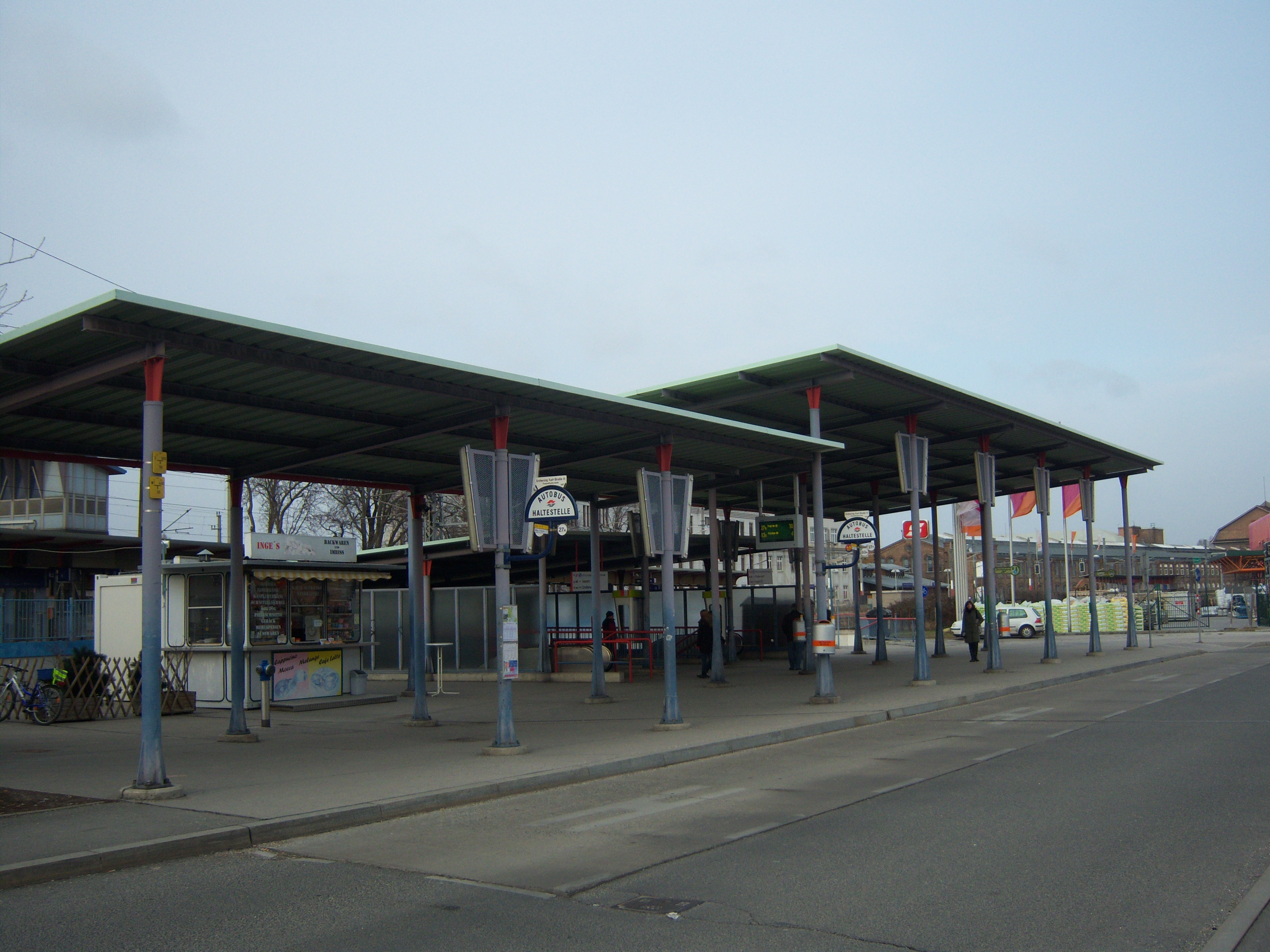
Östliches Aufnahmegebäude der Station
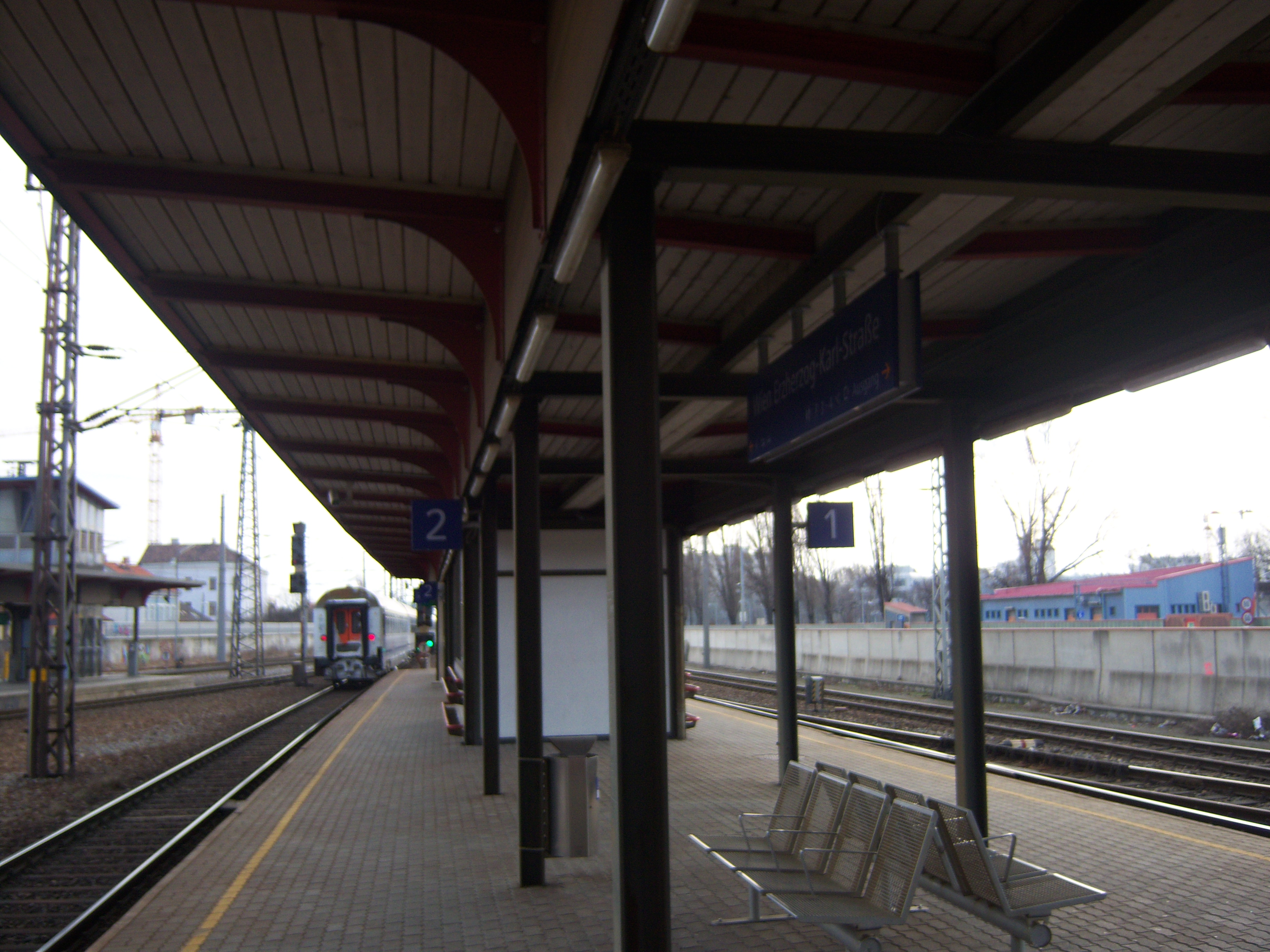
Bahnsteige 1 und 2, am linken Rand 3 und 4
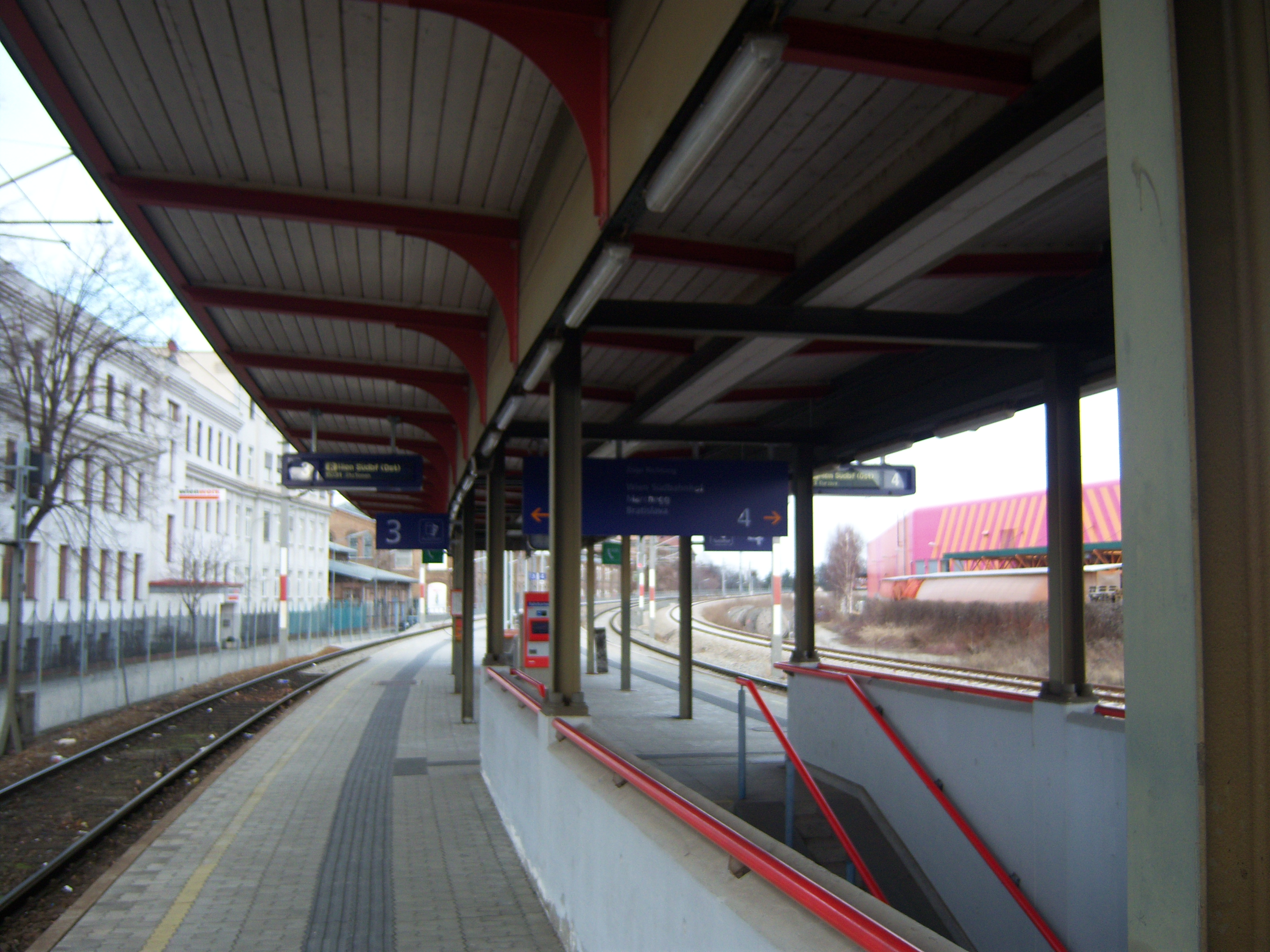
Bahnsteige 3 und 4
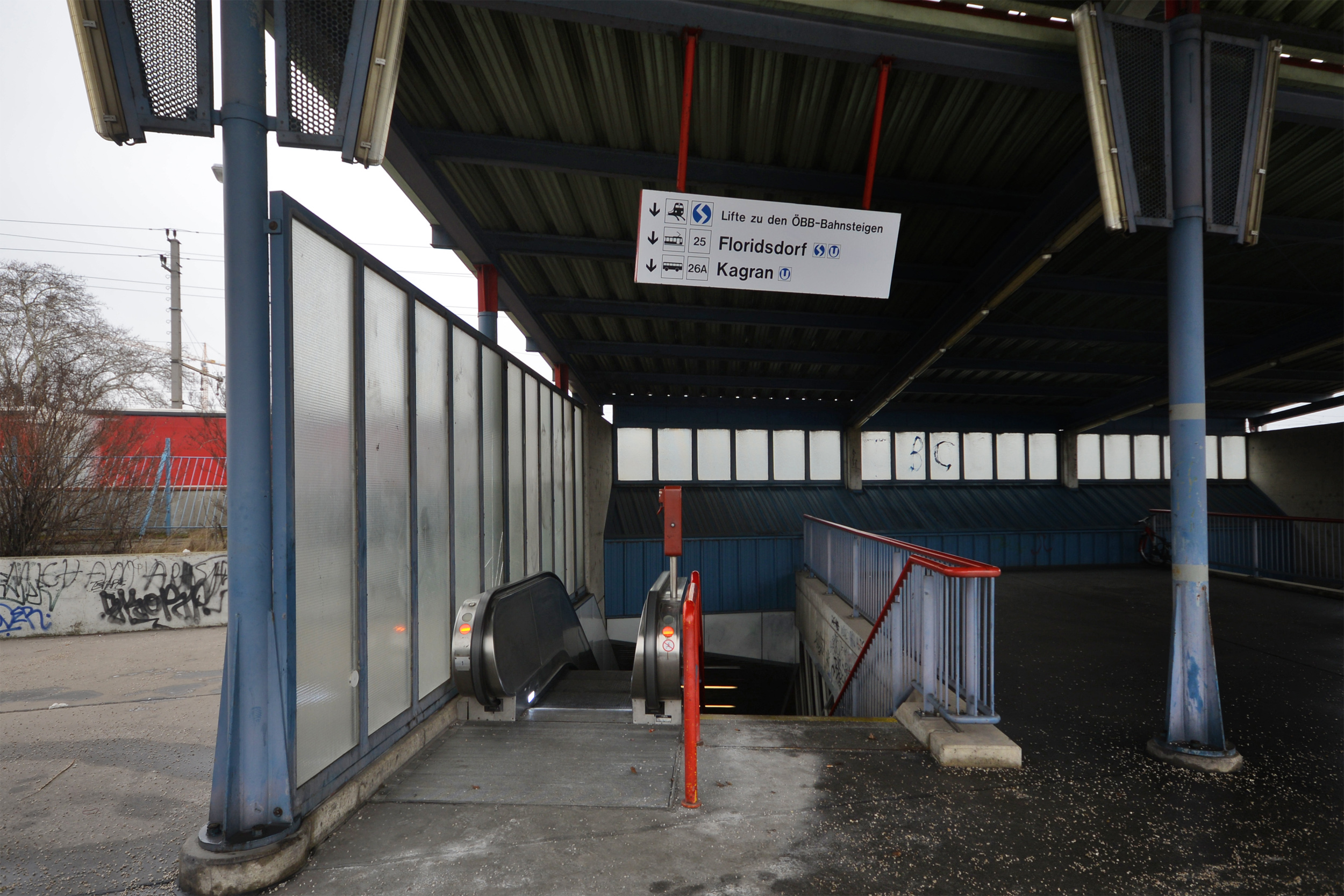
Westlicher Abgang zum Bahnsteig der Linien 25 und 26A